# Rubus pinnatus
Rubus pinnatus é uma espécie de planta com flor pertencente à família Rosaceae. 
A autoridade científica da espécie é Willd., tendo sido publicada em Species Plantarum. Editio quarta 2(2): 1081. 1799.

## Portugal
Trata-se de uma espécie presente no território português, nomeadamente no Arquipélago da Madeira.
Em termos de naturalidade é nativa da região atrás indicada.

## Protecção
Não se encontra protegida por legislação portuguesa ou da Comunidade Europeia.